# Banengo
Banengo est un quartier de zone urbaine de la commune d'arrondissement de Bafoussam I dans le département de la Mifi, région de l'Ouest du Cameroun. 

## Administration
Banengo Ville est le siège d'un centre d'état-civil secondaire de la commune de Bafoussam I.

## Chefferies traditionnelles
Le quartier compte six chefferies traditionnelles de 3e degré de l'arrondissement de Bafoussam I : Banengo Village 1, Village 2, Village 3, Ville A, Ville B et Ville C.

## Enseignement
Le quartier compte plusieurs établissements d'enseignement secondaire, lycée technique de Banengo, collège de l'éthique éducative, collège Voltaire, collège Tama.

## Œuvres sociales
Le quartier abrite l'établissement spécialisé du Centre d'Intégration Scolaire et Professionnelle pour Aveugles et Malvoyants (CISPAM) installé en 1996.

## Cultes
Les paroisses catholiques Saint Jean-Paul II des Brasseries et Notre-Dame du Mont-Carmel de Banengo-Antenne relèvent de la doyenné Tamdja du diocèse de Bafoussam. Plusieurs dénominations protestantes sont représentés telles que EEC de Banengo, Témoins de Jéhova, Vraie Église de Dieu du Cameroun, Presbyterian Church PCC, Mission du plein évangile. Le culte musulman est pratiqué à la mosquée de Banengo.

## Économie
- Zone industrielle de Bafoussam-Banengo

## Médias
La colline de Banengo abrite un centre de diffusion radio de la CRTV.